# پروپیولیک اسید
پروپیولیک اسید (به انگلیسی: Propiolic acid) با فرمول شیمیایی C۳H۲O۲ یک ترکیب شیمیایی است. که جرم مولی آن ۷۰٫۰۵ g/mol می‌باشد. 